# کاروانسرای شاه‌عباسی (آوج)
کاروانسرای شاه عباسی آوج مربوط به دوره صفوی است و در شهرستان آوج، شهر آوج، جاده قزوین به همدان واقع شده و این اثر در تاریخ ۲۱ آذر ۱۳۷۷ با شمارهٔ ثبت ۲۱۷۷ به‌عنوان یکی از آثار ملی ایران به ثبت رسیده است.